# Ягнобська мова
Ягнобська мова — мова жителів долини річки Ягноб (на північ від Душанбе) у Таджикистані, яких у 70-ті роки XX ст. було насильно вивезено у так званий Голодний степ. Нині розмовляють нею 2,5 тисячі осіб. Писемності не має.